# Patricia Donahue
Pour les articles homonymes, voir Donahue.
Patricia Donahue, née Patricia Mahar, le 6 mars 1925 à New York où elle est morte le 11 juin 2012, est une actrice américaine.

## Biographie
Patricia Donahue étudie le théâtre à New York tout en faisant du mannequinat. Son père, Thomas Mahar, est un artiste de vaudeville. 
Sa carrière s'étend de 1956 à 1984. Elle apparait essentiellement dans des séries télévisées et quelques films. Elle joue Lucy Hamilton, la secrétaire du personnage principal de la série télévisée Michael Shayne (en) en 1960-1961. 
Pendant cinq ans jusqu'en août 1966, elle poursuivit une carrière d'actrice en Angleterre avant son retour à Hollywood, lorsqu'elle est choisie pour le premier rôle du film The Fastest Guitar Alive. 
Épouse (1946) du saxophoniste Sam Donahue dont elle divorce en 1954 puis du producteur Euan Lloyd (1961) dont elle divorce en 1980, elle est la mère du compositeur Marc Donahue et du guitariste-compositeur Jerry Donahue. 

## Filmographie (partielle)
- In the money (1958), qui fait partie des films des Bowery Boys[5]
- A Stop at Willoughby (1960), épisode de The Twilight Zone (1959 série TV La 4e dimension)
- Michael Shayne (1960-1961)
- Le saint : la comtesse charitable (1962)[6]
- The fastest Guitar Alive (1967)
- Alfred Hitchcock présente : Dear uncle George (1961-1962)[7]
- Le Tigre de papier (1975)[8]